# 2008–2009-es dán labdarúgó-bajnokság (első osztály)
Az 2008–2009-es Danish Superliga volt a 19. alkalommal megrendezett, legmagasabb szintű labdarúgó-bajnokság Dániában. A pontvadászat 2008. július 19-én kezdődött és 2009. május 31-én ért véget.
A címvédő az AaB volt. A szezont a København csapata nyerte, a bajnokság történetében hetedjére.

## Csapatváltozások
| Feljutott az első osztályba | Kiesett a másodosztályba |
| --------------------------- | ------------------------ |
| Vejle SønderjyskE           | Viborg Lyngby            |

## Részt vevő csapatok
| Csapat       | Székhely   | Stadion            | Befogadóképesség1 |
| ------------ | ---------- | ------------------ | ----------------- |
| AaB          | Aalborg    | Energi Nord Arena  | 13,800            |
| Horsens      | Horsens    | Casa Arena Horsens | 8,000             |
| Aarhus       | Aarhus     | NRGi Park          | 21,000            |
| Brøndby      | Brøndby    | Brøndby Stadion    | 29,000            |
| Esbjerg      | Esbjerg    | Blue Water Arena   | 18,000            |
| København    | Koppenhága | Parken Stadion     | 34,098            |
| Midtjylland  | Herning    | SAS Arena          | 11,809            |
| Nordsjælland | Farum      | Farum Park         | 10,000            |
| Odense       | Odense     | Fionia Park        | 15,761            |
| Randers      | Randers    | Essex Park Randers | 12,000            |
| SønderjyskE  | Haderslev  | Haderslev Stadion  | 10,000            |
| Vejle        | Vejle      | Vejle Stadion      | 10,500            |

### Vezetőedző váltások
| Csapat      | Távozó edző     | Ok                  | Dátum              | Poz.      | Érkező edző       | Dátum           |
| ----------- | --------------- | ------------------- | ------------------ | --------- | ----------------- | --------------- |
| AaB         | Erik Hamrén     | lejárt a szerződése | 2008. június 30.   | Előszezon | Bruce Rioch       | 2008. július 1. |
| Midtjylland | Erik Rasmussen  | lemondott           | 2008. június 30.   | Előszezon | Thomas Thomasberg | 2008. július 1. |
| AaB         | Bruce Rioch     | menesztették        | 2008. október 23.  | 11.       | Magnus Pehrsson   | 2009. január 1. |
| Esbjerg     | Troels Bech     | menesztették        | 2008. november 16. | 12.       | Ove Pedersen      | 2009. január 1. |
| Brøndby     | Tom Køhlert     | közös megegyezés    | 2008. december 31. | 1.        | Kent Nielsen      | 2009. január 1. |
| Horsens     | Kent Nielsen    | lemondott           | 2008. december 31. | 12.       | Henrik Jensen     | 2009. január 1. |
| Aarhus      | Ove Pedersen    | menesztették        | 2008. december 31. | 5.        | Erik Rasmussen    | 2009. január 1. |
| Randers     | Colin Todd      | közös megegyezés    | 2009. január 5.    | 7.        | John Jensen       | 2009. január 5. |
| Vejle       | Ove Christensen | menesztették        | 2009. március 17.  | 12.       | Mats Gren         | 2009. július 1. |

## Tabella
| Hely. | Csapat          | M  | Gy | D  | V  | G+ | G– | Gk  | P  | Továbbjutás vagy kiesés         |
| ----- | --------------- | -- | -- | -- | -- | -- | -- | --- | -- | ------------------------------- |
| 1.    | København (B)   | 33 | 23 | 5  | 5  | 67 | 26 | +41 | 74 | BL, 2. selejtezőkör             |
| 2.    | Odense          | 33 | 21 | 6  | 6  | 65 | 31 | +34 | 69 | EL, 3. selejtezőkör             |
| 3.    | Brøndby         | 33 | 21 | 5  | 7  | 55 | 31 | +24 | 68 | EL, 2. selejtezőkör             |
| 4.    | Midtjylland     | 33 | 16 | 7  | 10 | 55 | 46 | +9  | 55 |                                 |
| 5.    | Randers         | 33 | 11 | 13 | 9  | 52 | 50 | +2  | 46 | EL, 1. selejtezőkör             |
| 6.    | Aarhus          | 33 | 13 | 6  | 14 | 39 | 44 | −5  | 45 |                                 |
| 7.    | AaB             | 33 | 9  | 12 | 12 | 40 | 49 | −9  | 39 | EL, 2. selejtezőkör             |
| 8.    | Nordsjælland    | 33 | 9  | 8  | 16 | 44 | 53 | −9  | 35 |                                 |
| 9.    | Esbjerg         | 33 | 7  | 11 | 15 | 32 | 41 | −9  | 32 |                                 |
| 10.   | SønderjyskE (F) | 33 | 5  | 13 | 15 | 30 | 56 | −26 | 28 |                                 |
| 11.   | Vejle (F, K)    | 33 | 4  | 13 | 16 | 30 | 59 | −29 | 25 | Kiesett a Danish 1st Divisionbe |
| 12.   | Horsens (K)     | 33 | 5  | 9  | 19 | 35 | 58 | −23 | 24 | Kiesett a Danish 1st Divisionbe |

## Statisztikák

### Góllövőlista
| Rank | Player              | Club         | Goals |
| ---- | ------------------- | ------------ | ----- |
| 1    | Morten Nordstrand   | København    | 16    |
| 1    | Marc Nygaard        | Randers      | 16    |
| 3    | Frank Kristensen    | Midtjylland  | 15    |
| 4    | Gilberto Macena     | Horsens      | 12    |
| 4    | Peter Utaka         | Odense       | 12    |
| 6    | Aílton José Almeida | København    | 11    |
| 6    | Martin Bernburg     | Nordsjælland | 11    |
| 6    | Baye Djiby Fall     | Odense       | 11    |
| 6    | César Santin        | København    | 11    |
| 10   | Søren Berg          | Randers      | 10    |
| 10   | Jonas Borring       | Midtjylland  | 10    |
| 10   | Bajram Fetai        | Nordsjælland | 10    |

### Mesterhármast elérő játékosok
| Játékos                    | Csapat       | Ellenfél | Dátum               |
| -------------------------- | ------------ | -------- | ------------------- |
| Babajide Collins Babatunde | Midtjylland  | Odense   | 2008. augusztus 10. |
| Jan Kristiansen            | SønderjyskE  | Brøndby  | 2008. november 22.  |
| Martin Bernburg            | Nordsjælland | Randers  | 2009. április 10.   |
| Bajram Fetai               | Nordsjælland | Vejle    | 2009. május 18.     |